# Provinz Sulcis Iglesiente
Die Provinz Sulcis Iglesiente (italienisch Provincia del Sulcis Iglesiente), zwischen 2005 und 2015 Provinz Carbonia-Iglesias (italien. Provincia di Carbonia-Iglesias), ist eine italienische Provinz der Autonomen Region Sardinien. Hauptstädte sind Carbonia und Iglesias im Südwesten Sardiniens. Sie hatte zuletzt 127.133 Einwohner (Stand 30. November 2015) in 23 Gemeinden auf einer Fläche von 1.741 km². 
Die Provinz wurde 2001 kraft Gesetzes ein erstes Mal als Provinz Carbonia-Iglesias eingerichtet. Im Mai 2005 wurden der Provinzvorsteher und der Provinzrat gewählt und die Provinz somit auch de facto gegründet. Die 23 Gemeinden wurden aus der Provinz Cagliari ausgegliedert. Mit der Neugliederung der sardischen Gebietskörperschaften 2016 wurde Carbonia-Iglesias Bestandteil der neugeschaffenen Provinz Sud Sardegna und damit aufgelöst, ehe sie 2021 kraft Gesetzes wiederhergestellt und damit ein zweites Mal mit dem neuen Namen Provinz Sulcis Iglesiente eingerichtet wurde.

## Größte Gemeinden
(Stand: 30. Juni 2005)
| Gemeinde             | Einwohner |
| -------------------- | --------- |
| Carbonia             | 30.450    |
| Iglesias             | 27.902    |
| Sant’Antioco         | 11.745    |
| Domusnovas           | 6.498     |
| Carloforte           | 6.480     |
| San Giovanni Suergiu | 6.086     |
| Portoscuso           | 5.346     |
| Gonnesa              | 5.189     |
| Villamassargia       | 3.744     |
| Santadi              | 3.739     |
| Narcao               | 3.375     |
| Fluminimaggiore      | 3.053     |